# Os Miseráveis
Les Misérables (Os Miseráveis) é um romance de Victor Hugo publicado em 1862 que deu origem a muitas adaptações, no cinema e muitas outras mídias. Neste romance emblemático da literatura francesa que descreve a vida das pessoas pobres em Paris e na França provincial do século XIX, o autor se concentra mais particularmente no destino do condenado Jean Valjean.
O romance expõe a filosofia política de Hugo, retratando a desigualdade social e a miséria decorrente, e, por outro lado, o trabalho desempenhando uma função benéfica para o indivíduo e para a sociedade. Retrata também o conflito na relação com o Estado, seja pela ação arbitrária do policial ou pela atitude do revolucionário obcecado pela justiça.

## Enredo
A história passa-se na França do século XIX entre duas grandes batalhas: a Batalha de Waterloo (1815) e os motins de junho de 1832. Daqui resulta, por cinco volumes, a vida de Jean Valjean, um condenado posto em liberdade, até sua morte. Em torno dele giram algumas pessoas que vão dar seus nomes para os diferentes volumes do romance, testemunhando a miséria deste século, a pobreza miserável de: Fantine, Cosette, Marius Pontmercy, mas também Thénardier (incluindo Éponine e Gavroche) e o inspetor Javert. O livro retrata a sociedade francesa do sec. XIX , mostra o panorama socioeconomico da população mais pobre.

### Volume I: Fantine

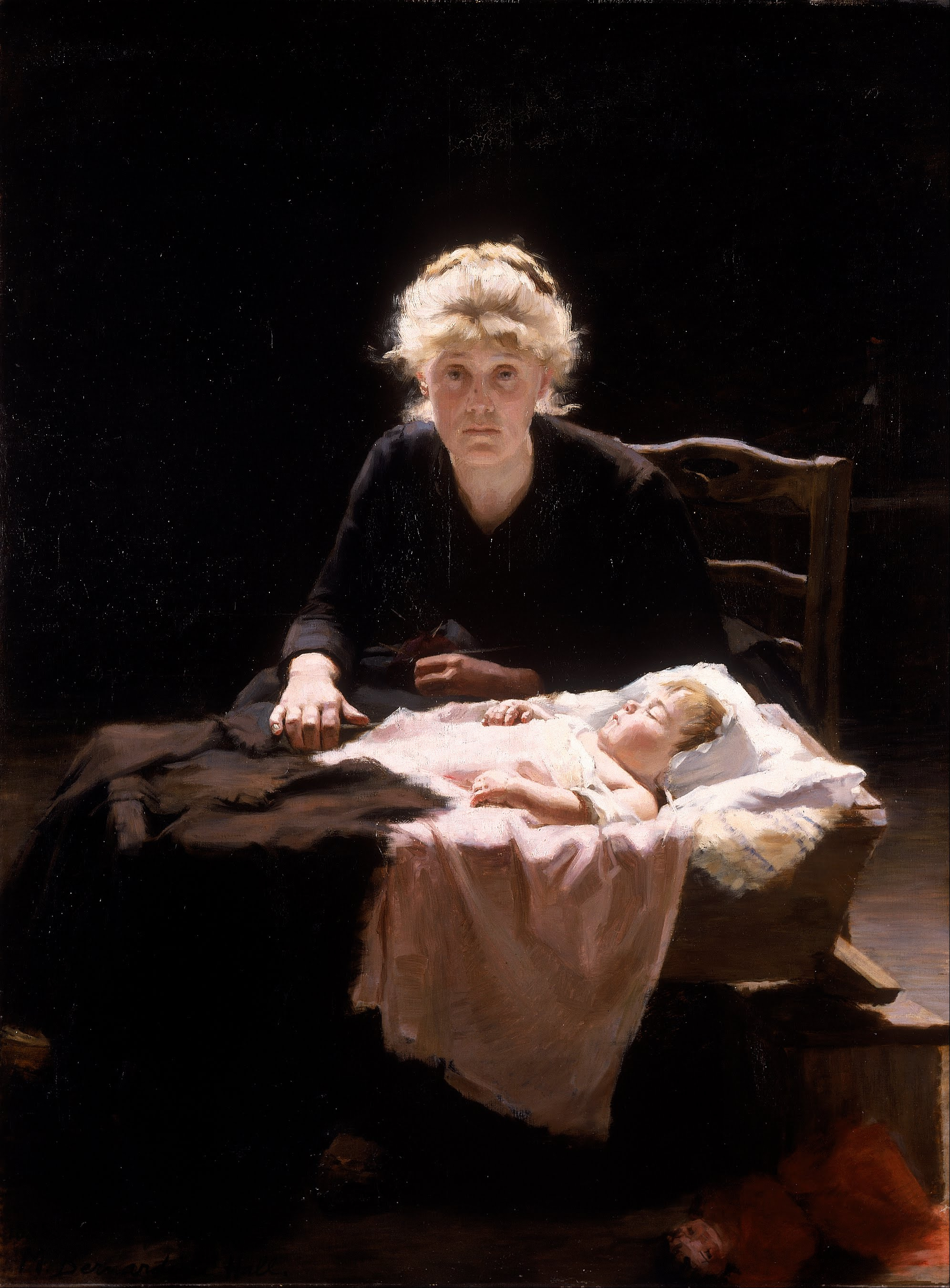
Fantine, óleo de Margaret Bernadine Hall

Neste volume dois destinos estão interligados: o de Fantine e o de Jean Valjean.
Jean Valjean, tendo servido durante 19 anos nas galés (cinco por roubar um pão para sua irmã e seus sete sobrinhos, que estavam passando fome, e mais catorze por inúmeras tentativas de fuga) acaba de ser libertado. Valjean é marginalizado por todos que encontra por ser um ex-presidiário, sendo expulso de todas as estalagens. Ele iria dormir na rua, mas é recebido na casa do benevolente Bispo Myriel (conhecido como senhor Benvindo), o Bispo de Digne. Mas em vez de se mostrar grato, rouba-lhe os talheres de prata durante a noite e foge. Logo é preso e levado pelos policiais à presença de Benvindo. O Bispo salva-o alegando que a prata foi um presente e nessa altura dá-lhe dois castiçais de prata também, repreendendo-o por ter saído com tanta pressa que esqueceu essas peças mais valiosas. Após esta demonstração de bondade, o bispo o "lembra" da promessa (que Valjean não tem nenhuma lembrança de ter feito) de usar a prata para tornar-se um homem honesto. No caminho, ele rouba acidentalmente uma moeda do pequeno Gervais, mas depois se arrepende e procura pelo menino.
Transformado nos Alpes, Jean Valjean reaparece no outro extremo da França sob o pseudônimo de pai Madeleine e torna-se um próspero empresário, dono de uma fábrica, e um homem respeitado pela sua bondade e caridade. É um resgate completo. Madeleine torna-se o Maire (prefeito) de Montreuil-sur-Mer.
Um dia Madeleine vê um aldeão, Fauchelevent, preso embaixo de uma carroça pesada e, com uma força que parece ser sobre-humana, levanta-a usando as suas costas, o que permite que o homem seja salvo. Javert, o chefe de polícia da cidade (que sempre desconfiou de Madeleine), assiste a este feito, o que o faz dobrar suas suspeitas de que Madeleine seja, na verdade, Jean Valjean, um prisioneiro das galés que conheceu quando trabalhava como guarda em Toulon.
Simetricamente à ascensão de Jean Valjean e sua redenção, presenciamos a queda de Fantine. Anos antes, ela estava muito apaixonada por um estudante chamado Tholomyès Félix, que era pai de sua filha Cosette. Mais tarde, ele a abandona numa brincadeira, deixando as duas sozinhas. Pobre, a jovem decide voltar a sua cidade natal (Montreuil-sur-Mer). Passando em Montfermeil, ela deixa Cosette aos cuidados dos Thénardier, um estalajadeiro e sua mulher, sem saber que são corruptos, egoístas e cruéis. Fantine não tem conhecimento de que a menina sofre abusos e é forçada a trabalhar na pousada, e continua tentando pagar as exorbitantes quantias para sua manutenção. Ela é posteriormente demitida de seu trabalho na fábrica devido à descoberta de que tem uma filha ilegítima e acaba recorrendo à prostituição para pagar as despesas da criança. Fantine também está lentamente morrendo de uma doença sem nome (provavelmente tuberculose). Enquanto perambulando pelas ruas, um dândi chamado Barmatabois a ofende e joga neve em suas costas. Ela revida atacando-o. Javert vê isso e prende Fantine. Mesmo implorando para ser libertada para que possa sustentar Cosette, é condenada a seis meses de prisão. Madeleine, em seguida, intervém e ordena que Javert a liberte. Vendo o seu sofrimento, ele promete a ela que vai trazer Cosette. Neste momento, Fantine desmaia e já apresenta outros sinais de doença grave como uma febre alta e delírios.
Uma manhã, Javert chega para falar com Madeleine. Ele admite que o acusara de ser Jean Valjean para as autoridades parisienses após Fantine ser liberada. No entanto, ele diz ao Maire que não tem mais suspeitas, porque as autoridades anunciaram que um outro homem, um camponês chamado Champmathieu, foi identificado como o verdadeiro Jean Valjean, após ser preso roubando uma macieira e reconhecido por um ex-presidiário.
Após uma longa noite de hesitação (tempestade em um crânio), Sr. Madeleine vai para o julgamento e revela sua verdadeira identidade, dizendo: "Senhores jurados, mandem soltar o acusado. Senhor presidente, mande-me prender: o homem que procuram não é ele, sou eu. Sou Jean Valjean". Ele então retorna à Montreuil-sur-Mer para ver Fantine. Javert recebe o mandado de prisão e o confronta. Quando vai prendê-lo, revela a verdadeira identidade de Valjean a ela. Chocada, e com a gravidade de sua doença, ela cai para trás em sua cama e morre. Valjean corre para Fantine, fala com ela em um sussurro inaudível e lhe beija a mão. Ele então sai com Javert e é levado a prisão da cidade, de onde a noite consegue fugir.

### Volume II: Cosette

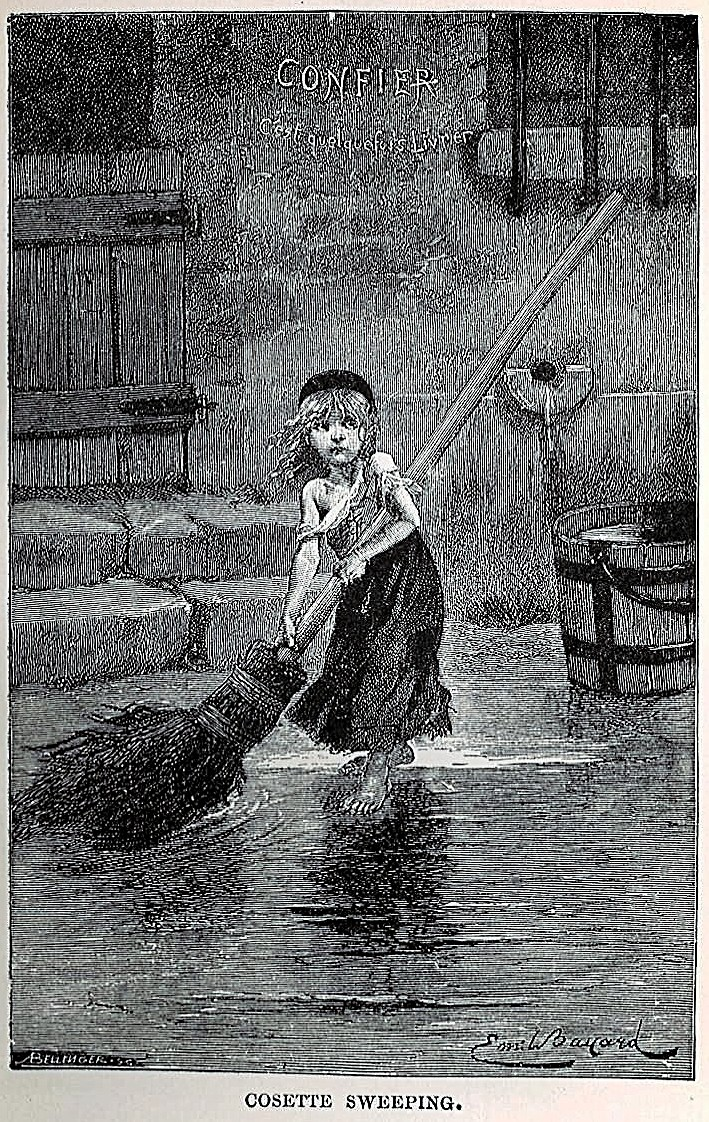
Cosette, por Émile Bayard, ilustração da edição original de 1862

Neste volume, e outro a vida de clausura.
A ligação da Batalha de Waterloo com o enredo é tênue: Thénardier salvou o pai de Marius no final desta batalha.
Este volume é dedicado à perseguição de Jean Valjean. Escapando de Javert no final do Volume I, Jean Valjean é preso em Paris, mas teve tempo para enterrar uma grande soma de dinheiro. Ele é condenado à morte, mas esta pena foi comutada pelo rei a trabalhos forçados por toda a vida. Apesar de ser enviado para a prisão em Toulon, Valjean salva um marinheiro prestes a cair do aparelhamento do navio. A multidão começa a exclamar: "Perdão para esse homem!", mas Valjean simula um deslizamento e cai no oceano para escapar, e todos acreditam que ele se afogou e é dado como morto. Jean Valjean chega a Montfermeil na véspera de Natal. Ele encontra Cosette na floresta enquanto ela buscava um balde de água sozinha e caminha com ela para a pousada. Depois de encomendar uma refeição, ele observa o mau tratamento dos Thénardiers com ela. Ele também testemunha que ela é maltratada quando as filhas deles, Éponine e Azelma, contam a sua mãe que Cosette pegou uma boneca delas. Ao ver isto, Valjean sai e retorna um momento depois segurando uma boneca nova. Ele oferece a Cosette. No início, ela é incapaz de aceitar que a boneca é realmente para ela, mas depois a leva alegremente.
Na manhã seguinte, no dia de Natal, Valjean paga 1500 francos a Thénardier para levar Cosette, e foge com ela para Paris. Os dois passam a morar num apartamento na casa Gorbeau.
Mais tarde, Javert encontra Valjean e Cosette na casa Gorbeau. Ele persegue os dois à noite pelas ruas de Paris. Jean Valjean encontra sua salvação no Petit-Picpus, convento sob a proteção do senhor Fauchelevent, que era jardineiro. Após o dramático episódio do enterro falso, Jean Valjean se muda para o convento com Cosette, sob o nome de Ultime Fauchelevent. Valjean torna-se também um jardineiro e Cosette se torna uma interna.

### Volume III: Marius
O volume começa com uma longa digressão sobre o moleque de Paris, a alma da cidade, cuja figura é Gavroche, filho dos Thénardiers que vive na rua, e termina com a cilada na casa Gorbeau (O mau pobre).
O eixo do volume é Marius. Quando Marius tem 17 anos, seu pai, o Coronel Georges Pontmercy, morre e deixa para ele um bilhete, instruindo-o de prestar ajuda a um sargento chamado Thénardier que salvou a vida de Pontmercy em Waterloo — na realidade Thénardier saqueava cadáveres e só salvou a vida de Pontmercy por acidente, e lhe disse que era um sargento de Napoleão para evitar expor-se como um ladrão. Com a ajuda do tesoureiro Mabeuf, Marius descobre que o pai o amava e se torna bonapartista. Ele sai de casa e se afasta da família depois de um confronto com o avô, senhor Gillenormand, por causa de suas opiniões liberais. Ao sair da casa do avô, ele conhece os Amigos do ABC, um grupo de estudantes revolucionários liderados por Enjolras, que se reuniam na sala de trás do Café Musain.
Os Thénardiers também se mudaram para Paris e agora viviam na pobreza, depois de perder a sua pousada. Viviam sob o sobrenome "Jondrette" na casa Gorbeau (coincidentemente, no mesmo lugar onde Valjean e Cosette viveram brevemente depois de deixar a pousada Thénardier). Marius passa a morar lá também, depois que cai na pobreza, ao lado dos Thénardiers.
No Jardim do Luxemburgo, onde costumava passear, Marius apaixona-se pela bela Cosette, que estava com quinze anos. Pode-se notar a este respeito o humor e a ironia com que Victor Hugo descreve seus primeiros sinais de amor.
Numa manhã, Éponine, agora esfarrapada e magra, visita Marius em seu apartamento para pedir dinheiro. Para impressioná-lo, ela tenta provar sua alfabetização através da leitura em voz alta de um livro e escrevendo "Chegaram os guitas (policiais)"  em uma folha de papel. Marius se compadece dela e lhe dá cinco francos. Ele sente tanta pena da família Jondrette que decide observá-los em seu apartamento através de uma fenda na parede. Pouco depois, um "filantropo" e sua filha vão visitá-los (na verdade, Valjean e Cosette). Marius reconhece imediatamente Cosette. Depois que eles saem, Marius pede a Éponine que consiga o endereço deles para ele. Éponine, que está apaixonada por Marius, relutantemente concorda em fazê-lo. Thénardier também reconhece Valjean e Cosette, e para se vingar, ele recruta a ajuda do Patron-Minette, uma conhecida e muito temida gangue de assassinos e ladrões.
Marius ouve o plano de Thénardier e relata o crime para Javert. Ele então vai para casa e espera Javert e a polícia chegarem. Quando Valjean retorna à noite, como prometido, com o dinheiro do aluguel, Thénardier, com Patron-Minette, faz uma emboscada e revela sua verdadeira identidade a Valjean. Marius descobre que Jondrette é Thénardier, o homem que "salvou" a vida de seu pai em Waterloo e fica em um dilema, tentando encontrar uma maneira de salvar Valjean e não trair Thénardier. Então ele vê o papel que Éponine escreveu naquela manhã e o joga no meio do apartamento dos Thénardiers através da fenda. Thénardier lê e pensa que foi Éponine quem o jogou. Ele, sra. Thénardier e o Patron-Minette tentam escapar, mas são impedidos por Javert. Ele prende todos (exceto Montparnasse, que foge com Éponine em vez de juntar-se ao assalto, Claquesous, que escapa durante o seu transporte para a prisão, e Gavroche, que não estava presente e não participa dos crimes de sua família). Valjean consegue escapar da cena antes que Javert o veja.

### Volume IV: Idílio da Rua Plumet e epopeia da Rua Saint-Denis

A Liberdade guiando o povo - Quadro de Delacroix (1830) que provavelmente inspirou Victor Hugo

Qualquer ação deste volume é apoiada pelo motim de Junho de 1832 e as barricadas da Rua Saint-Denis. É este volume que coloca os acontecimentos no contexto histórico da situação de revolta em Paris em 1832.
No livro III (A casa da rua Plumet) fica esclarecido como Valjean e Cosette deixaram o convento, após a morte de Fauchelevant, e se mudaram para uma casa na rua França.
Éponine, que havia sido presa pelo envolvimento na cilada, é libertada por falta de provas. Ela encontra Marius, lhe diz que sabe o endereço de Cosette e o leva a casa da rua Plumet. Marius ronda o jardim da casa por alguns dias. O romance entre Cosette e Marius se inicia quando ela encontra uma carta de amor escrita por ele (um coração debaixo de uma pedra). Eles se conhecem e declaram seu amor um pelo outro.
Babet, Gueulemer, Brujon e Thénardier conseguem escapar da prisão com a ajuda de Montparnasse e Gavroche. Uma noite, durante uma das visitas de Marius a Cosette, Thénardier e o Patron-Minette tentam invadir a casa de Valjean e Cosette. No entanto, Éponine, sentada na grade do jardim, ameaça gritar e acordar o bairro inteiro se os ladrões não forem embora, e eles decidem se afastar. Enquanto isso, Cosette informa Marius que ela e Valjean viajarão a Inglaterra dentro de uma semana, o que muito preocupa os dois.
Desesperado com a possível partida de Cosette, Marius tenta obter de senhor Gillenormand a permissão de se casar com ela. Seu avô parece severo e zangado, mas anseia para que Marius volte. Ele se recusa, dizendo a Marius para fazer dela sua amante. Indignado, Marius vai embora.
No dia seguinte, Valjean está sentado no Campo de Marte. Ele está se sentindo incomodado por ver senhor Thénardier no bairro várias vezes. Inesperadamente, um papel dobrado cai em seu colo, que diz: "MUDE DE CASA". Ele se volta e vê uma figura correndo. Voltando para sua casa, diz a Cosette que eles ficarão hospedados em sua outra casa na Rua de l'Homme Armé e confirma mais uma vez com ela sobre se mudar para a Inglaterra.
Por ocasião da morte do General Lamarque, começa um clima de agitação em Paris e prepara-se uma insurreição. No dia 5 junho de 1832, enquanto o cortejo de seu funeral parava na Ponte de Austerlitz, estoura a revolta, que conta com operários, estudantes e pobres. Erguem-se barricadas nas ruas estreitas da cidade.
Gavroche se junta a um grupo de revoltosos comandado por Enjolras, Courfeyrac e Combeferre. O grupo ergue uma barricada na rua de La Chanvrerie. Gavroche reconhece Javert entre os revoltosos e informa Enjolras de que ele é um espião. Quando Enjolras o enfrenta, ele admite a sua identidade e as ordens para espionar os estudantes. Enjolras e os outros alunos amarram-no a um poste na taverna Corinthe.
À noite, Marius, que passara o dia vagando a esmo pela cidade, volta para a casa da Rua Plumet, mas encontra-a vazia. Em seguida, ele ouve uma voz dizendo-lhe que seus amigos estão esperando por ele na barricada. Atormentado pela partida de Cosette, e com vontade de morrer, ele vai.
Enquanto Marius luta na barricada, um soldado aponta para ele. No entanto, um jovem se põe entre eles e tapa a extremidade do fuzil com a mão. O soldado atira e o jovem é atingido. Ele então chama Marius. Marius, e o leitor, descobrem que é Éponine, vestida com roupas masculinas. Morrendo, ela confessa que foi ela quem disse-lhe para ir para a barricada, na esperança de que os dois morreriam. O autor também afirma ao leitor que foi Éponine quem jogou o papel para Valjean. Éponine entrega a Marius uma carta escrita por Cosette no dia anterior. Após a morte de Éponine, Marius lê a carta de Cosette, que diz que ela e o pai estão na Rua de l'Homme Armé, e escreve uma carta de despedida para ela, dizendo que ele vai morrer. A carta é entregue a Valjean por Gavroche, que diz que ela vem da barricada. Valjean lê a carta e primeiro fica feliz, mas uma hora depois, coloca seu uniforme da Guarda Nacional, pega uma arma e munições, e deixa a sua casa.

### Volume V: Jean Valjean

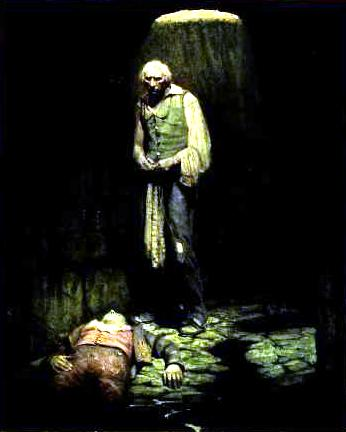
Valjean avista Marius ferido e o resgata. Ilustração de Mead Schaeffer para a edição norte-americana de 1900

Valjean chega à barricada e imediatamente salva a vida de um homem. Marius reconhece Valjean. Enjolras anuncia que os cartuchos irão acabar. Ao ouvir isso, Gavroche vai para o outro lado da barricada para coletar cartuchos entre os mortos da Guarda Nacional. Ele é baleado e morto pelos soldados.
Mais tarde, Valjean salva Javert de ser executado pelos insurgentes. Ele pede para que ele mesmo execute Javert, e Enjolras concede permissão. Valjean leva Javert para fora, corta as cordas que o amarravam, o manda ir embora e atira para o ar. A barricada cai, Enjolras é fuzilado, e todos são mortos.
Valjean consegue salvar Marius ferido e inconsciente nos últimos momentos da barricada. O épico resgate ocorre através dos esgotos de Paris (O intestino de Leviatã) que Victor Hugo descreveu em abundância. Ele se esconde de uma patrulha policial, e consegue escapar do esgoto com a ajuda de Thénardier. Mas na saída encontra Javert, a quem convence a deixá-lo levar Marius para a casa do avô. Javert concede permissão. Depois de saírem da casa de senhor Gillenormand, Valjean pede para passar em casa, o que Javert também permite. Eles chegam à rua de l'Homme Armé e Javert diz a Valjean que vai esperar por ele. Valjean olha pela janela e não vê Javert.
Javert está encostado no cais, dividido entre sua crença na autoridade e a bondade de Jean Valjean. Ele não consegue prender Valjean, e fazendo isso ele viola as leis. Sentindo que tudo em que acreditava desmoronou, a vida para Javert perde a razão de ser. Ele suicida-se se jogando na torrente do rio Sena.
Marius lentamente se recupera de seus ferimentos na casa de seu avô. No ano seguinte, Marius e Cosette se casam.
No dia seguinte ao casamento, Valjean confessa a Marius que é um forçado evadido. Marius fica horrorizado com a revelação. Marius consegue fazer Jean Valjean desaparecer gradualmente da vida de Cosette. Valjean perde a vontade de viver e fica de cama.
Uma noite, Thénardier vai disfarçado a casa de Marius, a fim de lhe vender o segredo sobre a identidade de Jean Valjean. Assim Marius acaba descobrindo todo o bem que Valjean fez, incluindo salvá-lo nas barricadas. Atordoado por estas revelações, Marius confronta Thénardier com seus crimes e lhe oferece uma imensa quantia em dinheiro para ele ir para a América. Thénardier aceita a oferta e viaja com Azelma, sua única filha restante, para a América, onde termina trabalhando como negreiro.
Marius e Cosette vão visitar Valjean, porém ele está morrendo. Em seus momentos finais, ele fica feliz por estar ao lado de sua filha e de seu genro. Ele também relembra seu passado com Cosette, e revela a ela o nome de sua mãe. Se sentindo amado por eles, Jean Valjean morre após vários anos de luta por sua liberdade.

## Personagens
O romance está repleto de personagens. Muitos deles fazem uma breve aparição e caem no esquecimento. Assim, vemos o aparecimento e desaparecimento de personagens, como por exemplo, a irmã de Jean Valjean e seus sete filhos, o pequeno Gervais, Azelma, os irmãos de Gavroche, a Sra. Magloire, Baptistine. Resta um pequeno número de personagens cujos destinos se cruzam e que é o centro da ação.

### Principais
- Jean Valjean (Senhor Madeleine, Ultime Fauchelevent, Senhor Leblanc, Senhor Jean, nº 24601, nº 9430) — Condenado por roubar um pão, ele é posto em liberdade após dezenove anos de prisão. Rejeitado pela sociedade por ser um ex-presidiário, Bispo Myriel muda sua vida. Ele assume uma nova identidade para seguir uma vida honesta, tornando-se proprietário de uma fábrica e prefeito. Ele adota e cria a filha de Fantine, Cosette, salva Marius da barricada, e morre com uma idade avançada.
- Bienvenu, Bispo de Digne (Charles-François-Bienvenu Myriel) — Um sacerdote idoso e gentil, que é promovido a bispo por um encontro casual com Napoleão. Ele salva Valjean de ser preso após roubar sua prata e o convence a mudar de comportamento. Bienvenu morre com 82 anos, cego.
- Fantine — A costureira parisiense abandonada com uma filha pequena pelo seu amante Félix Tholomyès. Fantine deixa sua filha Cosette aos cuidados dos Thénardiers, estalajadeiros em uma aldeia chamada Montfermeil. Infelizmente, Sra. Thénardier mima suas próprias filhas e abusa de Cosette. Fantine encontra trabalho na fábrica de Madeleine, mas a supervisora descobre que ela é uma mãe solteira e a demite. Para atender às exigências de dinheiro dos Thénardiers, ela vende o seu cabelo, e depois os seus dois dentes da frente e, finalmente, acaba na prostituição. Valjean tem conhecimento de sua situação quando Javert ia prendê-la por atacar um homem que a insultou e atirou neve em suas costas. Ela morre de uma doença que pode ser tuberculose antes que Valjean possa reuni-la com Cosette.
- Cosette (Euphrasie, Cotovia, Ursule, Senhora Pontmercy) — A filha ilegítima de Fantine e Tholomyès. Entre a idade de três a oito anos, ela é espancada e obrigada a trabalhar para os Thénardier. Após a morte de Fantine, Valjean a resgata dos Thénardiers e ela se torna a sua filha adotiva. Ela é educada por freiras do convento Petit-Picpus, em Paris. Mais tarde, ela cresce até tornar-se muito bonita. Ela se apaixona por Marius Pontmercy, e se casa com ele no final do romance.
- Javert — Um inspetor de polícia obsessivo que sempre persegue e perde Valjean. Ele se disfarça por trás da barricada, mas é descoberto e desmascarado. Valjean tem a chance de matar Javert, mas o deixa ir. Mais tarde, Javert permite que Valjean escape. Pela primeira vez, Javert está em uma situação na qual ele desrespeita a lei. Seu conflito interior leva-o a tirar sua própria vida, saltando para o rio Sena.
- Marius Pontmercy — Um aristocrata de segunda geração (não reconhecido como tal porque foi Napoleão que fez o pai de Marius um nobre) que se desentendeu com seu avô monarquista por causa de suas ideias liberais. Estuda direito, se junta aos estudantes revolucionários do ABC e depois se apaixona por Cosette. É o único dos revolucionários dos "Les Amis de L'ABC" a sobreviver à barricada. Acaba por casar com Cosette e fazer as pazes com o seu avô.
- Thénardier (Jondrette, Senhor Fabantou, Senhor Thénard) — Um estalajadeiro corrupto e sua esposa. Eles têm cinco filhos: duas filhas (Éponine e Azelma) e três filhos (Gavroche e dois filhos mais jovens não identificados). Eles cuidam de Cosette em seus primeiros anos, maltratando e abusando dela. Eles também escrevem cartas sobre Cosette a Fantine, a fim de extorquir dinheiro dela. Eles acabam por perder a pousada, devido à falência e se mudam para Paris, vivendo como os Jondrette. Senhor Thénardier está associado com um bando criminoso chamado Patron-Minette, mas ao contrário do que se pensa, ele não é o chefe, pois operam de forma independente. A família Thénardier também vive ao lado de Marius, que reconhece Thénardier como o homem que "salvou" seu pai em Waterloo. Eles são presos por Javert após Marius frustrar suas tentativas de roubar e matar Valjean na casa Gorbeau. No final do romance, com a senhora Thénardier morta na prisão, ele e Azelma viajam aos EUA com a ajuda de Marius, onde Thénardier se torna um traficante de escravos.
- Éponine — Filha mais velha dos Thénardier. Quando criança, ela é mimada por seus pais, mas acaba como uma menina de rua, quando chega à adolescência. Ela participa de crimes de seu pai e elabora esquemas para conseguir dinheiro. Ela é cega de amor por Marius. A pedido de Marius, ela acha o endereço de Cosette para ele e leva-o até lá. Após disfarçar-se de garoto, ela manipula Marius em ir para as barricadas, esperando que eles morram juntos. No entanto, ela salva a vida de Marius, parando com a mão uma bala que o atingiria, e é mortalmente ferida quando a bala atravessa-lhe a mão e as costas. Como ela está morrendo, seu último pedido a Marius é que, uma vez que ela morra, ele a beije na testa. Ele cumpre o seu pedido não porque gostava dela, e sim por piedade.
- Gavroche — O filho mais velho dos Thénardier, que não é amado pelos pais. Ele mora sozinho na rua e é um moleque. Ele rapidamente toma conta de seus dois irmãos mais novos, desconhecendo que estão relacionados a ele. Ele participa das barricadas e é morto durante a recolha de balas dos mortos da Guarda Nacional para os alunos do ABC na barricada.
- Enjolras — O líder dos Amigos do ABC no levante de Paris. Um jovem charmoso e de beleza angelical, ele é apaixonadamente dedicado à democracia, a igualdade e a justiça. Enjolras é um homem de princípios que acredita em uma causa - a criação de uma república, libertando os pobres - sem qualquer dúvida. Ele e Grantaire são executados pela Guarda Nacional após a queda da barricada.

### Secundários
- Baptistine — Irmã do Bispo Myriel. Ela ama e venera o seu irmão.
- Madame Magloire — Empregada doméstica do Bispo e de sua irmã. Ela teme que ele deixe a porta aberta para estranhos.
- Gervais — Um garotinho que deixa cair uma moeda. Existem duas perspectivas sobre o encontro de Jean Valjean com ele. Segundo uma delas, Valjean, ainda um homem de mente criminosa, coloca o pé sobre a moeda e se recusa a devolvê-la ao menino, apesar dos protestos de Gervais. Quando o menino foge de cena e Valjean vem a seus sentidos, lembrando de que o bispo tinha feito por ele, ele sente vergonha do que fez e busca pelo menino, em vão. Outra interpretação desta cena é que Jean Valjean não sabia que ele estava pisando sobre a moeda, mas depois percebe que a moeda estava sob seus pés e se sente horrível.
- Félix Tholomyès — Amante de Fantine e pai biológico de Cosette. Um estudante rico, ele coloca sua própria felicidade e bem-estar acima de qualquer outra coisa. Ele considera seu relacionamento com Fantine como "um caso passageiro" e acaba abandonando-a com uma brincadeira.
- Fauchelevent — Valjean salva a vida de Fauchelevent quando levanta uma carroça debaixo da qual ele estava preso, e depois arruma para ele um emprego como jardineiro num convento em Paris. Fauchelevent mais tarde vai retornar o favor dando abrigo a Valjean e Cosette no convento, e emprestando o seu nome para Valjean.
- Bamatabois — Um dândi que insulta Fantine e coloca neve em suas costas. Ele também é um dos jurados no julgamento do caso Champmathieu.
- Champmathieu — Um vagabundo acusado de roubar uma macieira que é erroneamente confundido com Jean Valjean.
- Irmã Simplice — A freira que cuidou de Fantine em seu leito de morte. Ela engana Javert para proteger Valjean, apesar de sua reputação de nunca ter dito uma mentira em sua vida.
- Boulatruelle — Senhor que trabalhava na estrada de Montfermeil. Acreditava existir um tesouro enterrado na floresta, por ter visto uma noite um homem entrar nela carregando um cofre. O homem era Valjean, que enterrou ali seu dinheiro. Boulatruelle era um forçado liberto, fazia parte do Patron-Minette e participou da emboscada da casa Gorbeau.
- Madre Innocente (Marguerite de Blemeur) — A prioresa do convento Petit-Picpus.
- Senhor Gillenormand — Avô de Marius. Monarquista, ele tenta impedir Marius de ser influenciado por seu pai, um oficial do exército de Napoleão. Discorda fortemente com Marius em assuntos políticos, e eles têm várias discussões. Durante seu conflito perpétuo de ideias, ele não demonstra o seu amor pelo neto.
- Senhorita Gillenormand — Ela vive com o pai, senhor Gillenormand. Sua meia-irmã (a filha de outro casamento de Gillenormand), falecida, era mãe de Marius.
- Coronel Georges Pontmercy — Pai de Marius, e um oficial do exército de Napoleão. Ferido em Waterloo, Pontmercy erroneamente acredita que Thénardier salvou sua vida. Antes de morrer, ele deixa para Marius um bilhete sobre desta grande dívida. Ele amava Marius, e até mesmo o espionava, já que o senhor Gillenormand não lhe permitia visitá-lo.
- Tenente Théodule — Sobrinho favorito de senhorita Gillenormand. Depois que Marius sai de casa, sua tia tenta fazer dele um "substituto" de Marius, sem sucesso.
- Senhor Mabeuf — Um tesoureiro idoso. Ele conhecia o Coronel Pontmercy, e se torna amigo de Marius após a morte do coronel. Ele ajuda Marius a descobrir que seu pai o amava. Ele tem um grande amor por plantas e livros, mas acaba tendo que vendê-los, devido à pobreza. Profundamente deprimido após vender seu último livro, ele se junta aos alunos na insurreição. Ele é baleado e morto no alto das barricadas ao levantar a bandeira vermelha.
- Mãe Plutarque — Empregada do Senhor Mabeuf.
- Amigos do ABC — Um grupo de estudantes revolucionários. Eles lutam e morrem na insurreição de Paris, em 5 e 6 de junho de 1832. Liderados por Enjolras, seus outros principais membros são: Courfeyrac, Combeferre, Jean Prouvaire, Feuilly, Bahorel, Laigle (apelidado de Bossuet, por vezes, também por escrito L'Aigle, Lesgle, Lègle ou Lesgles), Joly e Grantaire.
- Madame Bougon (Mame Burgon) — Governanta do casebre Gorbeau.
- Patron-Minette — Uma gangue de bandidos que auxiliam na emboscada de Thénardier a Valjean e na tentativa de roubo na rua Plumet. O grupo é liderado por Montparnasse, Claquesous, Babet e Gueulemer.
- Magnon — Ex-funcionária de senhor Gillenormand e amiga dos Thénardiers. Ela recebia os pagamentos de pensão alimentícia de Gillenormand para seus dois filhos ilegítimos. Depois que seus filhos morrem em uma epidemia, ela fica com os dois filhos mais novos dos Thénardier, de modo que pudesse proteger sua renda. Os Thénardier recebem uma parte dos pagamentos. Ela é presa por ser supostamente envolvida no roubo Gorbeau.
- Toussaint — Criada de Cosette e Valjean em Paris. Ela é idosa e gagueja.
- Azelma — A filha mais nova dos Thénardier. Junto com sua irmã Éponine, ela é uma criança mimada, e sofre o mesmo destino de pobreza com a família quando ela é mais velha. Ela também participa de crimes de seu pai. Ao contrário de sua irmã, Azelma é dependente e pusilânime. Depois do fracassado assalto a Valjean, ela não é vista novamente até o dia do casamento de Marius e Cosette. No final do romance, Azelma é a única Thénardier que não morre e viaja com seu pai para a América.

## Adaptações

### Cinema e televisão
- 1905, Le chemineau,[6] adaptação de uma parte do romance, dirigido por Albert Capellani
- 1907, On the barricade, dirigido por Alice Guy Blache; adaptação de uma parte do romance
- 1909, Les Misérables, filme dirigido por J. Stuart Blackton
- 1909, Candlesticks The Bishop's, dirigido por Edwin S. Porter
- 1911, Les Misérables dirigido por Albert Capellani
- 1913, Les Misérables dirigido novamente por Albert Capellani
- 1913, Candlesticks The Bishop's, dirigido por Herbert Brenon, a adaptação do segundo livro do primeiro volume
- 1917, Les Misérables dirigido por Frank Lloyd
- 1922, Les Misérables dirigido por Henry Broughton Parkinson,[7] lançado no Tense Moments with Great Authors.[8]
- 1923, AA Mujou, dirigido por Kiyohiko Ushihara Ikeda e Yoshinobu, cinema japonês; a produção foi cancelada após duas das quatro partes
- 1925, Les Misérables, filme dirigido por Henri Fescourt
- 1929, Candlesticks The Bishop's, dirigido por Norman McKinnell, primeira adaptação cinematográfica com som
- 1929, AA Mujou, dirigido por Seika Shiba, filme japonês
- 1931, Jean Valjean, dirigido por Tomu Uchida, filme japonês
- 1934, Les Misérables, filme dirigido por Raymond Bernard
- 1935, Os Miseráveis, filme dirigido por Richard Boleslawski
- 1937, Gavrosh, dirigido por Tatyana Lukashevich, filme soviético
- 1938, Kyojinden, dirigido por Mansaku Itami, filme japonês
- 1943, Los Miserables, dirigido por A. Renando Rovero, filme mexicano
- 1944, El Boassa, dirigido por Kamal Selim, filme egípcio
- 1948, I Miserabili, filme dirigido por Riccardo Freda
- 1949, Les Nouveaux misérables, dirigido por Henri Verneuil
- 1950, Mizeraburu Re: Kami a Akuma, dirigido por Daisuke Ito (título em Inglês: deuses e demônios)
- 1950, Ezai Padum Pado, dirigido por K. Ramnoth, filme indiano
- 1952, Les Misérables, filme dirigido por Lewis Milestone
- 1952, I Miserabili, re-lançamento do filme de 1947
- 1955, Kundan, dirigido por Sohrab Modi, filme falado em hindi indiano
- 1958, Les Misérables, filme dirigido por Jean-Paul Le Chanois, estrelado por Jean Gabin
- 1958, Os Miseráveis, dirigido por Dionísio Azevedo, cinema brasileiro
- 1961, Jean Valjean, filme coreano dirigido por Seung-ha Jo
- 1961, Cosette, dirigido por Alain Boudet no programa Claude Santelli, Le Théâtre de la jeunesse
- 1962, Gavroche, dirigido por Alain Boudet em Le Théâtre de la jeunesse
- 1963, Jean Valjean, dirigido por Alain Boudet em Le Théâtre de la jeunesse
- 1967, minissérie dirigida por Alan Pontes, estrelada por: Frank Finlay (Jean Valjean), Anthony Bate (Javert), Alan Rowe (Thénardier), Judy Parfitt (senhora Thénardier), Michele Dotrice (Fantine), Lesley Roach (Cosette), Elizabeth Counsell (Éponine), Vivian Mackerall (Marius), Derek Lamden (Gavroche), Cavan Kendall (Enjolras), Finlay Currie (Bispo de Digne)
- 1967, Os Miseráveis, filme brasileiro
- 1967, Os Miseráveis, novela brasileira adaptada por Walter Negrão e exibida pela Rede Bandeirantes
- 1967, Sefiller, filme Turco
- 1972, minissérie francesa dirigida por Marcel Bluwal e estrelada por: Georges Geret (Jean Valjean), Bernard Fresson (Javert), Anne-Marie Coffinet (Fantine), Nicole Jamet (Cosette), François Marthouret (Marius), Alain Mottet (Thénardier), Micha Bayard (senhora Thénardier), Hermine Karagheuz (Éponine), Jean-Luc Boutté (Enjolras), Gilles Maidon (Gavroche)
- 1973, Los Miserables, dirigido por Antulio Jimnez Pons, adaptação mexicana
- 1978, telefilme do Reino Unido, dirigido por Glenn Jordan e estrelado por: Anthony Perkins, Richard Jordan, John Gielgud, Cyril Cusack e Claude Dauphin
- 1978, Al Boasa, adaptação egípcia
- 1982, Les Misérables, filme dirigido por Robert Hossein
- 1985, versão televisiva do filme de 1982, que é 30 minutos mais longo e dividido em quatro partes
- 1995, Os Miseráveis, filme dirigido por Claude Lelouch e estrelado por Jean-Paul Belmondo
- 1995, Les Misérables — The Dream Cast in Concert (musical feito no estilo de concerto)
- 1998, Os Miseráveis, filme dirigido por Bille August e estrelado por: Liam Neeson (Jean Valjean), Geoffrey Rush (Javert), Uma Thurman (Fantine), Claire Danes (Cosette) e Hans Matheson (Marius)
- 2000, Os Miseráveis, minissérie da TV francesa dirigida por Josée Dayan e co-produzida por Gérard Depardieu, estrelado por: Gérard Depardieu (Jean Valjean), John Malkovich (Javert), Charlotte Gainsbourg (Fantine), Christian Clavier (Thénardier), Veronica Ferres (senhora Thénardier), Virginie Ledoyen (Cosette), Enrico Lo Verso (Marius), Asia Argento (Éponine), Jeanne Moreau (Madre Innocente), Steffen Wink (Enjolras), Jérôme Hardelay (Gavroche)
- 2000, versão inglesa da minissérie francesa de TV de 2000
- 2012, adaptação britânica baseada no musical, dirigido por Tom Hooper, com Hugh Jackman (Jean Valjean), Amanda Seyfried (Cosette), Russel Crowe (Javert), Samantha Barks (Éponine), Aaron Tveit (Enjolras) ,  Helena Bonham Carter (Madame Thénardier), Anne Hathaway (Fantine), Eddie Redmayne (Marius) e Sacha Baron Cohen (Monsieur Thenardier), lançado no início de 2013. Recebeu 8 indicações na 85ª edição do Oscar, vencendo em três.

### Musical
- Em 1980, Os Miseráveis, um musical, inaugurado em Paris no Palais des Sports. Ele se tornou um dos musicais de maior sucesso da história. Foi dirigido por Robert Hossein, a música foi composta por Claude-Michel Schönberg e o libreto foi escrito por Alain Boublil.
- Em 1985, uma versão em inglês foi inaugurada em Londres no Barbican Arts Centre. Foi produzido por Cameron Mackintosh e adaptado e dirigido por Trevor Nunn e John Caird. A letra foi escrita por Herbert Kretzmer e o material adicional por James Fenton.
- Em 1987, o musical estreou na Broadway em Nova Iorque na Broadway Theatre.
- 2007, Les Misérables: Escola Edition.
- 2008, Les Misérables: Le Capitole de Québec, versão dirigida por Frédéric Dubois.
- 2010, Les Misérables, versão de Londres, cuja versão virou DVD comemorativo dos 25 anos do musical.
- 2017. Les Misérables, versão de São Paulo, Brasil.